# El buque embotellado
El buque embotellado es una película en blanco y negro de Argentina dirigida por Carlos Hugo Christensen que fue producida en 1939 pero nunca fue exhibida comercialmente y que tuvo como protagonistas a Inés Edmonson, Queca Herrero, Francisco Muñoz Azpiri y Hugo Pimentel.

## Reparto
- Inés Edmonson
- Queca Herrero
- Francisco Muñoz Azpiri
- Hugo Pimentel
- Juan Siches de Alarcón

## Comentarios
El joven Christensen (había nacido en 1914) filmó en 1939 en 16 mm. este largometraje como ensayo titulado y se lo mostró a Enrique T. Susini, de la productora Lumiton, quien de inmedito lo contrató como asistente de dirección de la próxima película que produjera la empresa con el propósito de que se familiarizara con las herramientas del lenguaje cinematográfico profesional. Fue así como al año siguiente Christensen dirigió El inglés de los güesos, cuyo éxito demostró lo que había aprendido y le dio tranquilidad a los estudios, así como al propio Christensen, que comenzó a buscar un lenguaje y estilo personal para plasmar en sus obras.